# Markus Paschke
Markus Paschke (nascido em 8 de junho de 1963) é um político alemão. Nasceu em Bremen e representa o SPD. Markus Paschke serviu como membro do Bundestag do estado da Baixa Saxónia de 2013 a 2017 e desde 2017.

## Vida
Em 4 de novembro de 2019, ele conseguiu Sigmar Gabriel no Bundestag. Ele é membro do Comité de Educação, Pesquisa e Avaliação de Tecnologia.